# Валиев, Андрей Юрьевич
Андрей Юрьевич Валиев (22 апреля 1990) — российский борец вольного стиля. Мастер спорта России международного класса. Призёр чемпионата России.

## Спортивная карьера
Борьбой занимается с 1995 года. В конце июля 2006 года в Стамбуле, победив в финале Александра Дерименко из Украины, стал чемпионом Европы среди кадетов.
В конце июля 2007 года в Варшаве, одолев в финале Артём Слюсаренко из Украины, во второй раз подряд выиграл Первенство Европы среди кадетов. В конце июня 2010 года стал бронзовым призёром чемпионата России в Волгограде. В июле 2010 года в Будапеште он победил на первенстве мира среди юниоров, в финале он поборол Ибрагима Бёлюкбаши из Турции.
30 ноября 2011 года ему было присвоено звание мастер спорта России международного класса.
7 июня 2012 года в Нью-Йорке принимал участие в товарищеской встрече сборных США и России, где в весовой категории до 84 кг победил своего оппонента Кита Гэвина. 3 ноября 2012 года, одолев в финале Владислава Валиева, одержал победу на всероссийском турнире «Сослан Андиев». 10 ноября 2012 года в Нью-Йорке выступил на международном турнире, а на следующий день принял участие в товарищеской матчевой встрече со сборной США. 6 декабря 2014 в Москве стал вторым на Мемориале Шевалье Нусуева, уступив в финале Георгию Рубаеву из Северной Осетии. 17 апреля 2016 года в Хасавюрте стал бронзовым призёром чемпионата СКФО.

## Спортивные результаты
- Первенство Европы по борьбе среди кадетов 2006 — ;
- Первенство Европы по борьбе среди кадетов 2007 — ;
- Чемпионат России по вольной борьбе 2010 — ;
- Первенство мира по борьбе среди юниоров 2010 — ;
- Чемпионат России по вольной борьбе 2016 — 5;

## Личная жизнь
Старший брат: Аслан Валиев (род. 1988) — футбольный вратарь, выступал в российских клубах низших лиг. Другой борец: Руслан Юрьевич Валиев не приходится ему родственником.